# Le Locheur
Le Locheur település Franciaországban, Calvados megyében. Lakosainak száma 242 fő (2018. január 1.). Le Locheur Bougy, Missy, Noyers-Bocage, Tournay-sur-Odon, Vacognes-Neuilly és Noyers-Missy községekkel határos.

## Népesség
A település népességének változása:
| Lakosok száma | 188  | 183  | 186  | 242  | 280  | 271  | 267  | 260  | 254  | 242  |
|               | 1968 | 1975 | 1982 | 1990 | 1999 | 2011 | 2013 | 2015 | 2017 | 2018 |